# Coleophora basistrigella
Coleophora basistrigella é uma espécie de mariposa do gênero Coleophora pertencente à família Coleophoridae.